# Dué le Quartz
Dué le Quartz est un groupe de rock japonais visual kei, actif de 1999 à 2002.
Il est formé en décembre 1998 par le chanteur Sakito et le guitariste Ken, mais celui-ci quitte le groupe en 1999, remplacé par Miyabi. Le groupe se sépare en 2002, après avoir sorti trois albums, une compilation et six singles. Miyabi continue sa carrière en solo, modifiant son nom de scène en "Miyavi", tandis que les autres membres formeront le groupe Figure: (【FIGURe:】).

## Membres
- Sakito : chant
- Ken : guitar (1998-1999)
- Miyabi : guitare, chœurs (1999-2002)
- Kikasa (キカサ) : basse
- Kazuki : batterie

## Discographie
Demo tapes
1. 19 juillet 2000 : Ame to Muchi wo... (アメと鞭を...?)
2. 18 mai 2001 : Rob Song

Albums
1. 21 novembre 1999 : Mikansei no Jekyll to Hyde (未完成のジキルとハイド?)
2. 28 mai 2000 : Jisatsu Ganbō (自殺願望?)
3. 12 mai 2002 : Rodeo (ロデオ?)
4. 14 aout 2002 : Best Album (réédité en 2005 chez King Records)

Singles
1. 24 janvier 2001 : Dear... from XXX (disc 1)
2. 24 janvier 2001 :  Dear... from XXX (disc 2)
3. 14 février 2001 : Bitter
4. 1er août 2001 : Re:plica
5. 16 août 2001 : Warning!!
6. 4 septembre 2002 : Last Title